# Deák Nándor
Deák Nándor (Budapest, 1883. október 17. – Kolozsvár, 1953) erdélyi magyar festőművész.

## Életpályája
Szülei Deák Ferenc kerékgyártó és Halasy Hedvig voltak. 1899–1900 között a Magyar Képzőművészeti Főiskola hallgatója volt. 1902-től Hollósy Simon festőiskolájában tanult Münchenben. 1905-től Kolozsváron élt. Az 1920-as években Nagybányán telepedett le. 1919–1923 között festőiskolát vezetett. 1922–1929 között Kolozsváron állította ki műveit. 1924–1925 között a szabadiskolában Thorma János mentorálta. 1924–1939 között részt vett a művésztelep által szervezett kiállításokon. 1936-ban a Nagybányai művésztelep lakója lett.
Művészete az akadémista portré- és életképfestészettől távolodva az impresszionista képalkotás módját követte. Festett dekoratív hatású, a német expresszionista művészettel rokon alkotásokat is. Pasztellben és olajban készült festményei tájképek, gyakran vásári jelenetek, portrék, aktok.

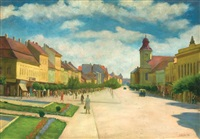

Sírja a Házsongárdi temetőben található.

## Fordítás
- Ez a szócikk részben vagy egészben  a   Nándor Deák című német Wikipédia-szócikk ezen változatának fordításán alapul.  Az eredeti cikk szerkesztőit annak laptörténete sorolja fel. Ez a jelzés csupán a megfogalmazás eredetét és a szerzői jogokat jelzi, nem szolgál a cikkben szereplő információk forrásmegjelöléseként.